# Саличето Белведере (Маса-Карара)
Саличето Белведере је насеље у Италији у округу Маса-Карара, региону Тоскана.
Према процени из 2011. у насељу је живело 29 становника. Насеље се налази на надморској висини од 229 м.